# Lijst van studentenverenigingen in Deventer
Onderstaande is een (niet volledige) lijst van studentenverenigingen in Deventer.
| Vereniging                          | Oprichtingsdatum                                 | Status                               | Doelgroep/Instituut | Koepelorganisatie/Netwerk             | Ledental | Afbeelding |
| ----------------------------------- | ------------------------------------------------ | ------------------------------------ | --- | ------------------------------------- | -------- | ---------- |
| Aorta                               |                                                  | Opgeheven                            | Studenten HBO-Verpleegkunde (Rijkshogeschool IJselland / Saxion) |                                       |          |            |
| CSV Alpha                           |                                                  | Opgeheven (2008)                     | | CSV Nederland                         |          |            |
| Deventer Studenten Vereniging       | 2010, 22 januari                                 | Opgeheven                            | Saxion Deventer |                                       |          |            |
| Jungantur Gaudia Musis              | 1804                                             | Opgeheven (1868)                     | Athenaeum Illustre |                                       |          |            |
| Michos                              | 1991                                             | Opgeheven (2009)                     | Studenten van de milieu- en chemieopleidingen (Rijkshogeschool IJselland / Saxion) |                                       |          |            |
| Studentenvereniging Nescio          | 2013, 5 september                                | Actief                               | Alle studenten die wonen of studeren in Deventer en omgeving |                                       | 140      |            |
| D.L.V. Nji Sri                      | 1905 (Wageningen), 1912 (verhuisd naar Deventer) | Terugverhuisd (2006) naar Wageningen | Koloniale Landbouwschool |                                       |          |            |
| Christelijke HBO vereniging PRO DEO | 1992, 18 december                                | Actief                               | Christelijke studenten (oorspr. gereformeerd) | HBOLOOG, CSV Nederland                |          |            |
| HBO-vereniging SAAM                 |                                                  | Opgeheven (2008)                     | Rijkshogeschool IJselland / Saxion Deventer | Zusterlijke Eenheid uit Saamhorigheid |          |            |
| Ceres Vesta                         | 1931                                             | Opgeheven (2005)                     | |                                       |          |            |
| SV Balans                           |                                                  | Actief                               | Saxion Deventer - Accountancy, Bedrijfseconomie en Fiscaal Recht en Economie |                                       |          |            |
| SV CEMENTi                          | 2002                                             | Actief                               | Saxion Deventer & Enschede - Bestuurskunde/Overheidsmanagement (BSK) Saxion Deventer & Enschede - Integrale Veiligheidskunde (IVK) Saxion Deventer - Sociaal Juridische Diensverlening (SJD) | Koepel Overleg Studenten Saxion       |          |            |
| ConnecTTerzake                      |                                                  | Actief                               | Saxion Deventer - Business & Retail Management of Technische Bedrijfskunde volgen aan de academie Business, Building & Technology                                                            | Koepel Overleg Studenten Saxion       |          |            |
| DAS                                 |                                                  | Actief                               | Saxion Deventer - Archeologie | Koepel Overleg Studenten Saxion       |          |            |
| LABor                               | juli 2012                                        | Actief                               | Saxion Deventer - Biologie & Medisch Laboratoriumonderzoek (BML) en Chemie (CH) | Koepel Overleg Studenten Saxion       |          |            |
| Planos                              |                                                  | Actief                               | Saxion Deventer - Ruimtelijke Ordening & Planologie | Koepel Overleg Studenten Saxion       |          |            |
| TP+                                 | 29 mei 2015                                      | Actief                               | Saxion Deventer - Toegepaste Psychologie | Koepel Overleg Studenten Saxion       | 230      |            |

1. ↑  Archiefbeschrijving, NL-DvHCO, HCO Stadsarchief Deventer, ID 1104, Ingekomen familiearchieven, inv.nr. 118, geraadpleegd van www.archieven.nl
2. ↑  Archiefbeschrijving Bul van het Deventer Studenten Corps "Iungantur Gaudia Musis" voor Johannes Panneboeter, 1807, okt. 15 , NL-DvHCO, HCO Stadsarchief Deventer, ID 0954, Studentencorps Iungantur Gaudia Musis en dispuutgezelschappen Daventria, geraadpleegd van www.archieven.nl